# 523 Ada
523 Ada eller 1904 ND är en asteroid i huvudbältet, som upptäcktes den 27 januari 1904 av den amerikanske astronomen Raymond Smith Dugan vid observatoriet i Heidelberg. Den är uppkallad efter Ada Helme, vän till upptäckaren.
Asteroiden har en diameter på ungefär 31 kilometer.